# Economía de Trinidad y Tobago
La Economía de Trinidad y Tobago es la décima sexta economía de América Latina en términos de producto interno bruto  nominal, y la décima séptima en cuanto al PIB a precios de paridad de poder adquisitivo Trinidad y Tobago posee una renta per cápita de USD 21 311 PIB per cápita a precios nominales) y (USD 32 139 PIB per cápita PPA.
La economía experimentó, durante el año 2002, un índice de crecimiento del 3,2 %. Esto se debe a 9 años consecutivos de verdadero crecimiento después de 8 años de recesión. El gobierno del primer ministro Patrick Manning ha seguido la política macroeconómica del gobierno anterior, tratando de atraer las inversiones en el país. A largo plazo, parece que va a producirse un gran crecimiento, un crecimiento que irá estrechamente ligado al desarrollo de los hidrocarburos, la petroquímica, y el sector siderúrgico, que supondrá aumentos significativos en las exportaciones de Trinidad y Tobago. Además, el país sigue sus esfuerzos en la diversificación de servicios, el turismo, la industria y la agricultura.
Así pues, el gran índice de crecimiento de Trinidad y Tobago ha producido excedentes que son exportados, aún sin dejar de importar, ya que la extensión industrial y el aumento de consumo así lo requieren. Por consiguiente, el ratio de deudas ha pasado de un 15,4 % en 1997 a un 4,4 % en 2002. El paro disminuye lentamente: ha pasado de un 12,1 % en 2001 a un 10,4 % en 2002.
La actividad agrícola más importante es el cultivo de la caña de azúcar, al que se asocia la producción de azúcar en los seis ingenios del oeste de la isla, así como de mieles y de ron. Le siguen en importancia el cacao, el grano y su beneficio, las frutas cítricas y el café. La ganadería es poco importante: 65.000 cabezas de ganado bovino, 6.000 de ovino, etc. 
Son extensos los campos petroleros, y el país cuenta con tres plantas de refinería y petroquímica en el oeste. El petróleo es el principal producto de exportación; también en el oeste se obtiene gas natural y asfalto. Es notable el lago de asfalto de 46 ha cerca de La Brea, en el sudoeste de la isla. Además se extrae bauxita. Entre las Antillas Menores, Trinidad y la holandesa Curazao son las que han alcanzado mayor desarrollo industrial, pero en el caso de Trinidad la industrialización está asociada a una notable producción agrícola, de la cual carece Curazao.
Las redes de ferrocarriles (12,9 km) y carreteras (7.258 km en 1968) permiten el transporte de las mercancías de producción nacional hacia Puerto España, el principal puerto de altura, y de las mercancías importadas de otros países. Dada su excelente situación geográfica, Trinidad cuenta con el servicio de numerosas empresas de navegación marítima y de compañías de transporte aéreo.

## Comercio exterior
En 2019, el país fue el 88. ° exportador más grande del mundo ($ 10.5 mil millones, 0.1% del total mundial). en importaciones, en 2019, fue el 109 mayor importador del mundo: 6,8 mil millones de dólares.

## Sector primario

### Agricultura
Trinidad y Tobago produjo, en 2019:
- 43 mil toneladas de fruta;
- 15 mil toneladas de coco;
- 7,5 mil toneladas de cítricos;
- 7,5 mil toneladas de plátano;
- 5.000 toneladas de maíz;
- 3.900 toneladas de naranja;
- 3.300 toneladas de calabaza;
- 2,8 mil toneladas de limón;
- 2,7 mil toneladas de piña;
- 2,6 mil toneladas de taro;
- 2,3 mil toneladas de mandioca;
- 2,3 mil toneladas de pimienta;

Además de otras producciones de otros productos agrícolas.

### Ganadería
En ganadería, Trinidad y Tobago produjo, en 2019: 62 mil toneladas de carne de pollo; 7 millones de litros de leche de vaca, entre otros.

## Sector secundario

### Industria
El Banco Mundial enumera los principales países productores cada año, según el valor total de la producción. Según la lista de 2019, Trinidad y Tobago tenía la 88a industria más valiosa del mundo ($ 4.7 mil millones).

### Energía
En energías no renovables, en 2020, el país fue el 51.er productor mundial de petróleo en el mundo, 56.500 barriles / día. En 2019, el país consumió 39 mil barriles / día (107o mayor consumidor del mundo). En 2010 fue el 44.º mayor exportador del mundo (75,3 mil barriles / día). En 2015, fue el vigésimo mayor productor de gas natural en el mundo, 40,8 mil millones de m³ por año. En 2019 fue el 41o mayor consumidor de gas (17,5 mil millones de m³ por año) y en 2015 fue el decimocuarto exportador más grande del mundo (17,8 mil millones de m³ por año). El país no produce carbón.
En energías renovables, en 2020, Trinidad y Tobago no produjo energía eólica ni energía solar.

## Turismo
En 2017, Trinidad y Tobago recibió 0,4 millones de turistas internacionales. Los ingresos por turismo en 2018 fueron de $ 0.4 mil millones.